# كاغورا باتشي
كاغورا باتشي (باليابانية: カグラバチ?) هي سلسلة مانغا يابانية من تأليف ورسوم تاكيرو هوكازونو، تم نشرها في مجلة شونن جمب الأسبوعية اعتبارًا من 19 سبتمبر 2023.

## القصة
تشيهيرو روكوهيرا، الابن لحداد مشهور قادر على تشكيل سيوف فريدة، يسعى للانتقام الدموي من عصابة من السحرة بمساعدة سيف ذو قوى سحرية، تم تشكيله بواسطة والده قبل أن يتعرض للاغتيال.

## الوسائط

### مانغا
بدأ نشر المانغا في مجلة شونن جمب الأسبوعية في العدد رقم 42 لعام 2023، والذي تم نشره في اليابان في 18 سبتمبر من نفس العام.

## الاستقبال
منذ قبل إصدار الفصل الأول لها، أثارت المانغا اهتمام القراء على الإنترنت، ووصل الفصل الأول إلى أكثر من 200,000 زيارة على Shōnen Jump+ خلال يوم واحد فقط.